# Palác Monserrate
Palác Monserrate (portugalsky Palácio de Monserrate) je palác ve stejnojmenných zahradách poblíž města Sintra v dnešním distriktu Lisabon v Portugalsku. Palác navržený architektem Jamesem Knowlesem byl postaven v roce 1858 na pokyn sira Francise Cooka, vikomta z Monserratu, jehož byl poté letním sídlem. Byl postaven na troskách neogotického zámku.
Zahrady vytvořili malíř William Stockdale, botanik William Nevill a zahradník James Burt. V zahradách paláce je řada různých botanických exemplářů.

Palác Monserrate mj. navštívil i Lord Byron a jeho krásu opěvoval v básni Childe Haroldova pouť.

## Historie
Pozemek na kterém dnes stojí palác, byl původně majetkem řádu Monserrate. Roku 1790 si pozemek pronajal anglický obchodník Gerard DeVisme a postavil si zde novogotický dům. Od roku 1793 zde pobýval anglický spisovatel William Beckford. Poté palác dlouho chátral. Roku 1855 koupil dům Sir Francis Cook. Tento anglický baronet, kterému později portugalský král Ludvík I. Portugalský udělil titul vikomt z Monserrate, zde roku 1858 nechal postavit romantický palác, jehož architektem byl James Thomas Knowles. Od roku 1949 je palác majetkem státu.
Roku 1995 byla kulturní krajina kolem Sintry, včetně paláce Monserrate a jeho zahrad, zapsána pro svoji historickou hodnotu do kategorie světového dědictví UNESCO.